# Sant Celoni
Sant Celoni est une commune de la comarque du Vallès Oriental dans la province de Barcelone en Catalogne (Espagne).

## Géographie

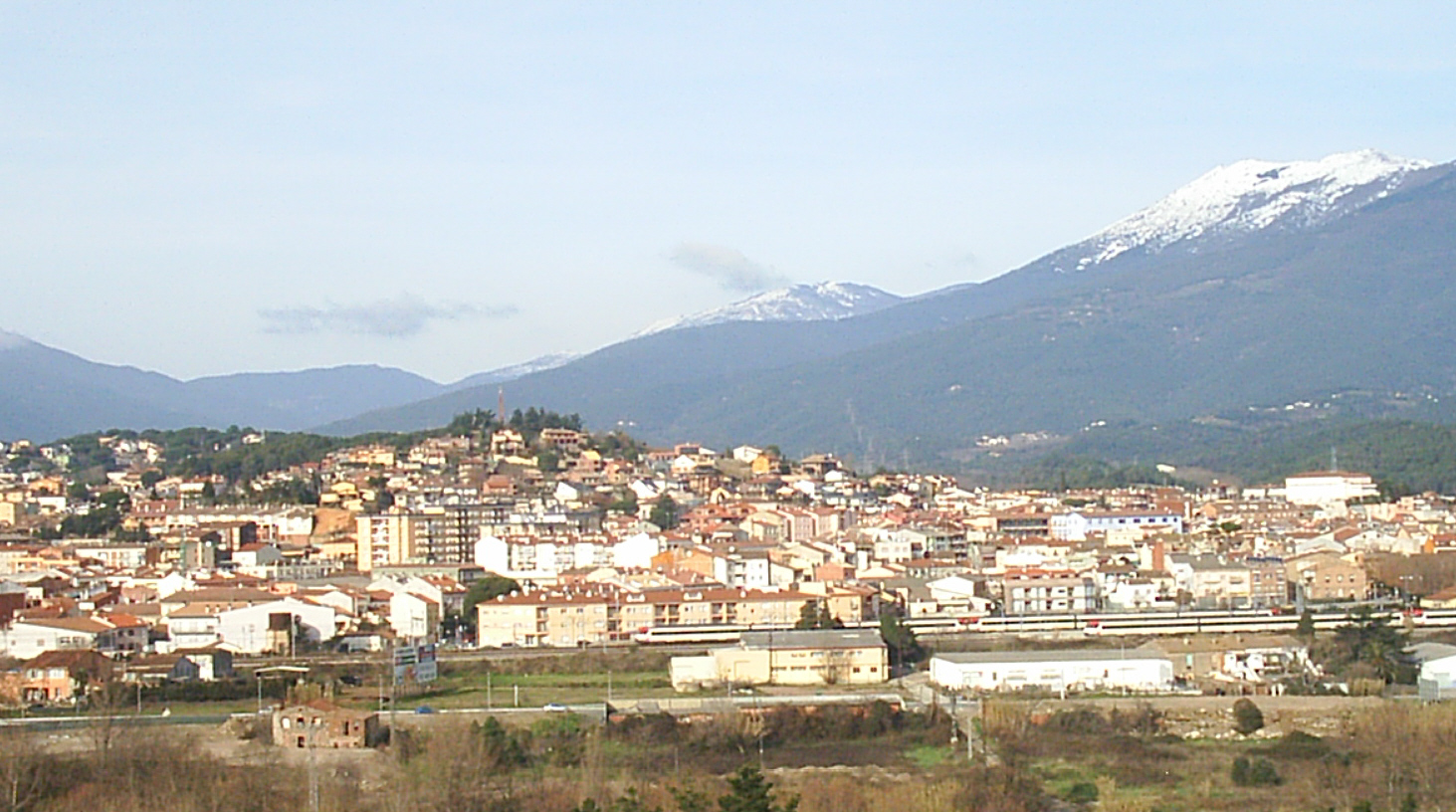
Vue de Sant Celoni devant le massif du Montseny

La ville de Sant Celoni est située au pied du Massif du Montseny, sur la route C35. L'autoroute AP-7 traverse sur une quinzaine de kilomètres le territoire de la commune et la dessert par la sortie n°11.
Par la route, le centre-ville de Barcelone est à 42 km, Gérone est à 53 km, Granollers à 20 km et la frontière avec la France (Le Perthus) à 113 km.
| Fogars de Montclús, Campins | Gualba, Riells i Viabrea (GI)        | Sant Feliu de Buixalleu (GI)                 |
| Santa Maria de Palautordera | Sant Celoni                          | Fogars de la Selva, Tordera                  |
|                             | Vallgorguina, Sant Iscle de Vallalta | Sant Cebrià de Vallalta (par un quadripoint) |

## Économie
La chimie est l'industrie prédominante dans la commune. Plusieurs industriels y ont une usine. Parmi eux, on peut citer :
- Uquifa (Produits pharmaceutiques)
- Ranke Quimica (Groupe Almirall Prodesfarma) (Produits pharmaceutiques)
- Carburos Métalicos (Gaz industriels)
- Cray Valley (Matières plastiques et résines)
- Givaudan Iberica (Arômes et fragrances)
- Oxiris Chemicals (Antioxydants phénoliques)
- Renolit Iberica (Films plastiques)

## Histoire
Francesc Sabaté Llopart ("Quico") est tué par la Garde civile le 5 janvier 1960, à Sant Celoni.

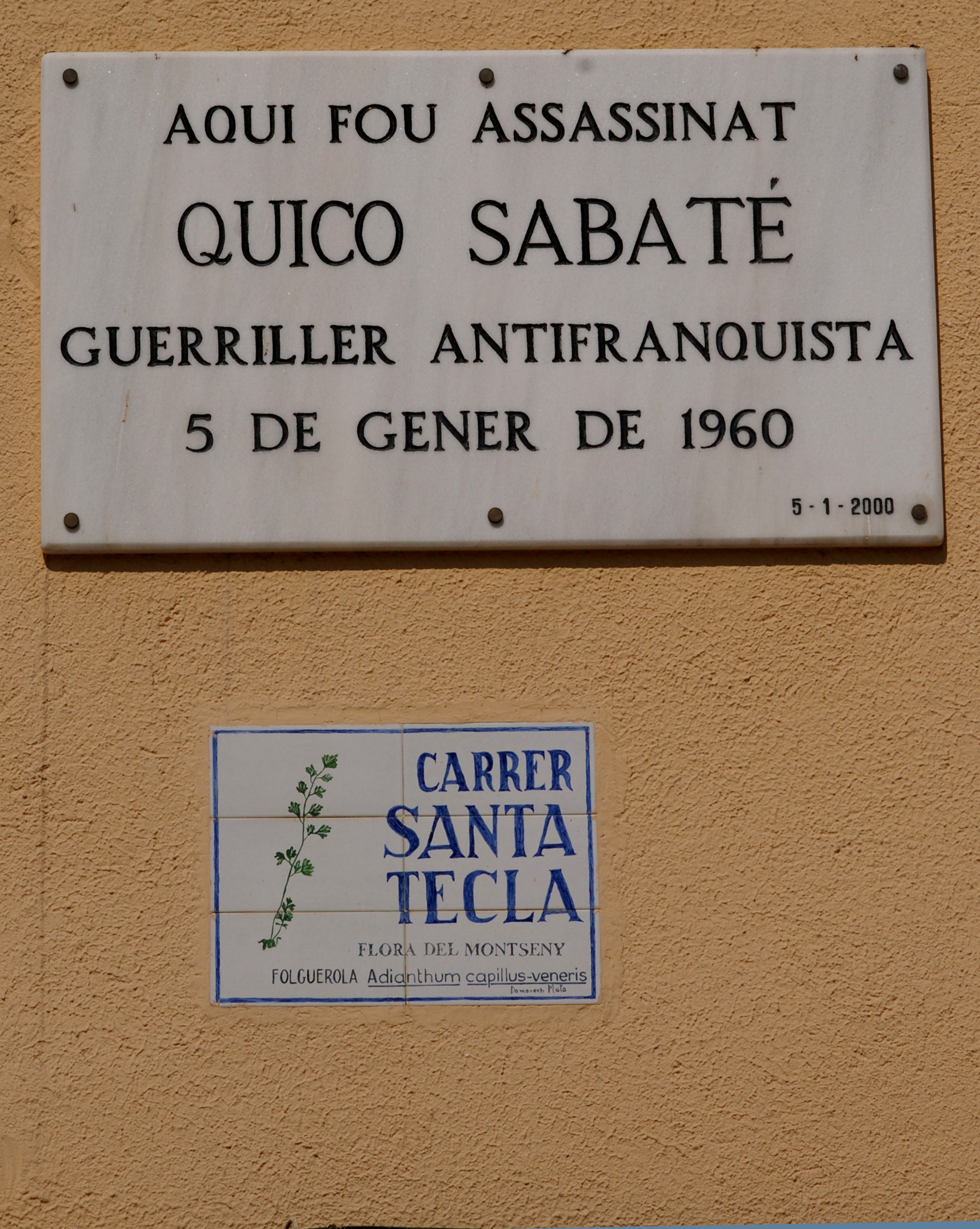
plaque commémorative